# Leonel Brizola
Leonel de Moura Brizola (Carazinho, 22 gennaio 1922 – Rio de Janeiro, 21 giugno 2004) è stato un politico brasiliano, fondatore del Partito Democratico Laburista (PDT), protagonista per circa cinquant'anni della vita politica del Brasile.

## Biografia
Iniziò la sua carriera politica con il Partito Laburista Brasiliano di Getúlio Vargas, diventando sindaco di Porto Alegre e governatore dello Stato di Rio Grande do Sul.
Nel 1961 diede vita a una grande campagna di mobilitazione definita "catena della legalità" a sostegno del diritto di suo cognato João Goulart a diventare presidente, sconfiggendo le resistenze dei militari, seppure con qualche compromesso. Nel 1964 , dopo il golpe che depose Goulart, cercò di organizzare varie forme di resistenza, prima in Brasile poi in esilio in Uruguay. Alla fine degli anni settanta si spostò in Portogallo dove entrò in contatto con Mário Soares e l'Internazionale Socialista di cui più tardi divenne vicepresidente.
Rientrato in Brasile dopo l'amnistia del 1979 si dedicò a rifondare il suo vecchio partito, ma non poté utilizzare il nome storico perché già preso dal nipote di Getulio Vargas. Fondò quindi il Partido Democrático Trabalhista entrando in competizione con neonato Partito dei Lavoratori di Luis Inácio Lula da Silva per la leadership della sinistra.
Nel 1983 alle prime elezioni libere e dirette per gli stati fu eletto governatore di Rio de Janeiro, il primo a ricoprire tale carica per due stati diversi. Si candidò alle elezioni presidenziali del 1989 arrivando terzo al primo turno, staccato di appena mezzo punto percentuale da Lula che andò al ballottaggio.
Nel 1993 ottenne un secondo mandato come governatore di Rio de Janeiro. Si candidò alle elezioni presidenziali del 1994 arrivando solo quinto; quattro anni dopo fu il vice di Lula alle presidenziali del 1998 dove però trionfò Fernando Henrique Cardoso.
Morì il 21 giugno del 2004 per un attacco cardiaco.